# آتاچ امام‌اوغلو
آتاچ امام‌اوغلو (انگلیسی: Ataç İmamoğlu؛ زاده ۱۲ اوت ۱۹۶۴) فیزیک‌دان اهل ترکیه است که بر روی نورشناخت کوانتومی و رایانش کوانتومی فعال است. زمینه‌های موردعلاقه‌اش نیم‌رساناها و اپتیک غیرخطی هستند.